# باول فرميش
باول فرميش هو شاعر كندي، ولد في 17 نوفمبر 1973.